# Baśnie i waśnie
Baśnie i waśnie – 13-odcinkowy polski telewizyjny serial animowany dla dzieci, powstały w 1964 w Studiu Miniatur Filmowych w Warszawie.
10-minutowe odcinki były opowieściami rycerskimi utrzymanymi w stylistyce symboli karcianych. Serial był często zwany Rycerzykiem Czerwonego Serduszka według symbolu głównej postaci.
W roku 1982 powstała wersja kinowa pod tym właśnie tytułem.

## Ekipa
- Reżyseria: Bogdan Nowicki (2 ocinki serialu i później film), Piotr Paweł Lutczyn (2 odcinki), Leonard Pulchny (2 odcinki), Krzysztof Dębowski (2 odcinki), Zofia Oraczewska (1 odcinek), Piotr Szpakowicz (2 odcinki), Alina Maliszewska (2 odcinki)
- Scenariusz: Andrzej Lach, Maria Achmatowicz
- Założenia plastyczne: Janusz Stanny
- Muzyka: Waldemar Kazanecki
- Zdjęcia: Maria Niedźwiecka-Szybisz
- Inni twórcy: Roman Huszczo, Zofia Karska

## Odcinki
- Bitwa morska
- Czarodziejski eliksir
- Królewskie łowy
- Nieudane poselstwo
- Oblężenie
- Odwiedziny
- Porwanie królewny
- Ucieczka
- Utracona korona
- Warowny gródek
- W murach klasztoru
- W rękach kata
- Zwycięstwo